# Výškovický bludný balvan
Výškovický bludný balvan patří mezi menší bludné balvany v České republice. Nachází se v Ostravě-Výškovicích v Moravskoslezském kraji. Objeven byl u Hrabyně v okrese Opava.

## Poloha

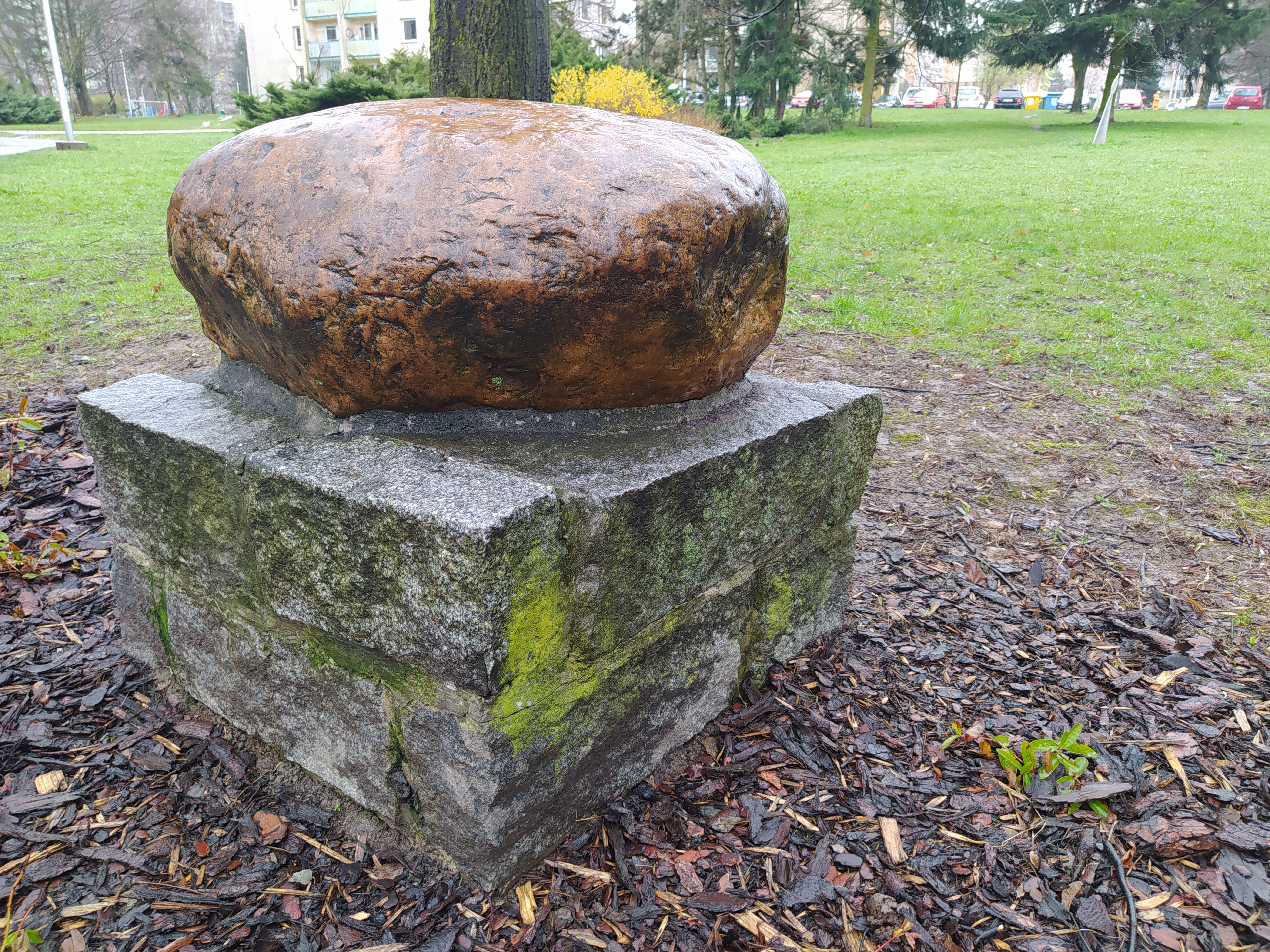
Výškovický bludný balvan

Balvan se nachází v parku u ulice 29. dubna v ostravské místní části Výškovice městského obvodu Ostrava-Jih. Je umístěn v blízkosti autobusové a tramvajové zastávky 29. dubna. Podpírá jej zděný podstavec z kamenů.

## Popis a historie
Jeden z bludných balvanů dopravených do oblasti Ostravska dávným ledovcem z fennoskandinávie. Materiálem bludného kamene je křemenec. Balvan byl objeven v roce 1969 u lesní cesty severozápadně do Hrabyně v okrese Opava a v srpnu téhož roku byl převezen a instalován na současnou polohu.